# Burning Spear
Burning Spear vagy polgári nevén Winston Rodney (Saint Ann's Bay, 1948. március 1. –) kétszeres Grammy-díjas jamaicai reggae-zenész. Pályafutása alatt több tucat albumot jelentetett meg.
Lemezeit egyebek mellett a Studio One Records, EMI Records, Island Records, Heartbeat Records, Burning Music kiadók dobják piacra.

## Élete, pályafutása
Winston Rodney néven született Saint Ann városában, 1945-ben. Az 1960-as évek közepén ismerkedett meg és barátkozott össze Bob Marley-val, aki szintén a város szülötte volt. Marley beajánlotta őt a Studio One lemezkiadóhoz, ahol 1969-ben megjelent Rodney első, „Door Peep” című lemeze, amelyet Rupert Willington közreműködésével készített el. Rodney ekkoriban választotta a páros számára a Burning Spear művésznevet. A pároshoz nem sokkal később csatlakozott Delroy Hinds és a trió a következő évben számos kislemezt rögzített.
1976-ban Willington és Hinds kiszálltak a zenekarból, így a "Burning Spear" nevet Rodney a későbbiekben csak a szólókarrierjében használta. Első négy lemezüket is zenei társulatként dobták piacra, viszont a többi stúdió- és egyéb album már Spear szólókarrierjében jelent meg.
Két Grammy-díjat is nyert a Jah is Real és a Calling Rastafari albumaiért.

## Magánélete
Feleségével, Sonia Rodney-val együtt a New York-i Queensben él.

## Diszkográfia
- Studio One Presents Burning Spear (1973)
- Rocking Time (1974)
- Marcus Garvey (1975)
- Garvey's Ghost (1976)
- Man in the Hills (1976)
- Dry & Heavy (1977)
- Marcus Children (1978)
- Living Dub Vol. 1 (1979)
- Hail H.I.M. (1980)
- Living Dub Vol. 2 (1982)
- Farover (1982)
- The Fittest of the Fittest (1983)
- Resistance (1985)
- People of the World (1986)
- Mistress Music (1988)
- Mak We Dweet (1990)
- Jah Kingdom (1991)
- The World Should Know (1993)
- Rasta Business (1995)
- Living Dub Vol. 3 (1996)
- Best of Burning Spear (1996)
- Appointment with His Majesty (1997)
- Living Dub Vol. 4 (1998)
- Calling Rastafari (1999)
- Free Man (2003)
- Our Music (2005)
- Living Dub Vol. 5 (2006)
- Jah is Real (2008)
- Living Dub Vol. 6 (2008)